# Frederic Knudtson
Ne pas confondre avec Frederic L. Knudtson, également monteur américain.
Frederic « Fred » Knudtson, né le 9 avril 1906 à Kulm (Dakota du Nord), mort le 15 février 1964 à Los Angeles (Californie), est un monteur américain, membre de l'ACE.

## Biographie
Frederic Knudtson débute comme assistant-monteur sur What Price Hollywood? de George Cukor (avec Constance Bennett et Lowell Sherman), sorti en 1932. Suivent comme monteur quatre-vingt-deux autres films américains, sortis à partir de 1933. Jusqu'au début des années 1940, sa filmographie comprend de nombreux westerns B, dont plusieurs réalisations de David Howard, avec George O'Brien (ex. : The Renegade Ranger en 1938) ou Tim Holt en vedette.
Huit des films qu'il monte sont réalisés par Stanley Kramer, depuis Pour que vivent les hommes (1955, avec Olivia de Havilland et Robert Mitchum) jusqu'à Un monde fou, fou, fou, fou (1963, avec Spencer Tracy et Milton Berle), en passant notamment par La Chaîne (1958, avec Sidney Poitier et Tony Curtis) et Jugement à Nuremberg (1961, avec Spencer Tracy et Burt Lancaster).
Mentionnons aussi Michel Strogoff de George Nichols Jr. (1937, avec Anton Walbrook et Elizabeth Allan), Vivre libre de Jean Renoir (1943, avec Charles Laughton et Maureen O'Hara), La Femme aux maléfices (Born to Be Bad) de Nicholas Ray (1950, avec Joan Fontaine et Robert Ryan), ou encore Un si doux visage d'Otto Preminger (1952, avec Robert Mitchum et Jean Simmons), tous produits par la RKO Pictures (où il travaille jusqu'en 1955).
Durant sa carrière, Frederic Knudtson obtient six nominations à l'Oscar du meilleur montage (mais n'en gagne pas), la dernière pour Un monde fou, fou, fou, fou pré-cité, lors de la 36e cérémonie des Oscars le 13 avril 1964 (deux mois après sa mort prématurée, donc à titre posthume). 

## Filmographie partielle

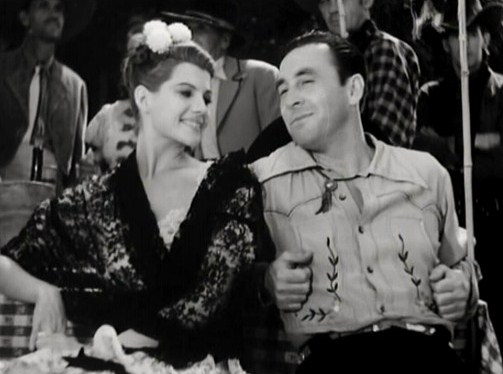
The Renegade Ranger (1938) :
Rita Hayworth et George O'Brien

- 1932 : What Price Hollywood? de George Cukor (assistant-monteur)
- 1933 : Lucky Devils (en) de Ralph Ince
- 1934 : I Can't Escape (en) d'Otto Brower
- 1936 : Les Deux Révoltés (Two in Revolt) de Glenn Tryon
- 1937 : Michel Strogoff (The Soldier and the Lady) de George Nichols Jr.
- 1937 : She's Got Everything de Joseph Santley
- 1938 : The Renegade Ranger de David Howard
- 1939 : Les Écumeurs du Far West (Racketeers of the Range) de D. Ross Lederman
- 1939 : Police frontière (Arizona Legion) de David Howard
- 1940 : Policiers de l'air (The Marines Fly High) de George Nichols Jr. et Benjamin Stoloff
- 1940 : Triple Justice (en) de David Howard
- 1942 : Tamara de Tahiti (The Tuttles of Tahiti) de Charles Vidor
- 1943 : Vivre libre (This Land Is Mine) de Jean Renoir
- 1946 : Crack-Up d'Irving Reis
- 1947 : Deux sœurs vivaient en paix (The Bachelor and the Bobby-Soxer) d'Irving Reis
- 1948 : La Cité de la peur (Station West) de Sidney Lanfield
- 1949 : La Vie facile (Easy Living) de Jacques Tourneur
- 1949 : Une incroyable histoire (The Window) de Ted Tetzlaff
- 1949 : Fiancée à vendre (Bride for Sale) de William D. Russell
- 1950 : La Femme aux maléfices (Born to Be Bad) de Nicholas Ray
- 1950 : L'Étranger dans la cité (Walk Softly, Stranger) de Robert Stevenson
- 1951 : Fini de rire (His Kind of Woman) de John Farrow et Richard Fleischer
- 1952 : Un si doux visage (Angel Face) d'Otto Preminger
- 1952 : Scandale à Las Vegas (The Las Vegas Story) de Robert Stevenson
- 1953 : Cette mer qui nous entoure (The Sea Around Us) d'Irwin Allen (documentaire)
- 1953 : La Nuit sauvage (Devil's Canyon) d'Alfred L. Werker

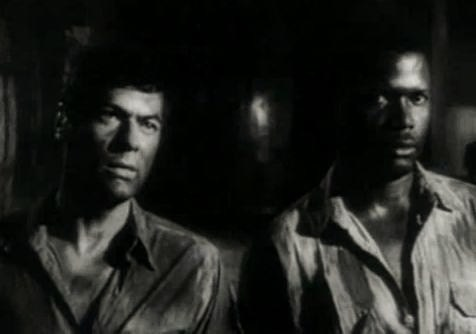
La Chaîne (1958) :
Tony Curtis et Sidney Poitier

- 1954 : Mission périlleuse (Dangerous Mission) de Louis King
- 1955 : Le Fils de Sinbad (Son of Sinbad) de Ted Tetzlaff
- 1955 : Pour que vivent les hommes (Not as a Stranger) de Stanley Kramer
- 1956 : La Course au soleil (Run for the Sun) de Roy Boulting
- 1957 : Les espions s'amusent (Jet Pilot) de Josef von Sternberg
- 1957 : Orgueil et Passion (The Pride and the Passion) de Stanley Kramer
- 1957 : Gunfire at Indian Gap (en) de Joseph Kane
- 1958 : La Chaîne (The Defiant Ones) de Stanley Kramer
- 1959 : Le Dernier Rivage (On the Beach) de Stanley Kramer
- 1959 : La Fin d'un voyou (Cry Tough) de Paul Stanley
- 1960 : Procès de singe (Inherit the Wind) de Stanley Kramer
- 1961 : Le Roi des imposteurs (The Great Impostor) de Robert Mulligan
- 1961 : Jugement à Nuremberg (Judgment at Nuremberg) de Stanley Kramer
- 1961 : Les Cavaliers de l'enfer (Posse from Hell) d'Herbert Coleman
- 1962 : Pressure Point d'Hubert Cornfield et Stanley Kramer
- 1963 : Un monde fou, fou, fou, fou (It's a Mad Mad Mad Mad World) de Stanley Kramer

## Distinctions
- Six nominations à l'Oscar du meilleur montage :
  - En 1950, pour Une incroyable histoire ;
  - En 1959, pour La Chaîne ;
  - En 1960, pour Le Dernier Rivage ;
  - En 1961, pour Procès de singe ;
  - En 1962, pour Jugement à Nuremberg ;
  - Et en 1964, pour Un monde fou, fou, fou, fou (à titre posthume).